# 비뚤어진 인센티브

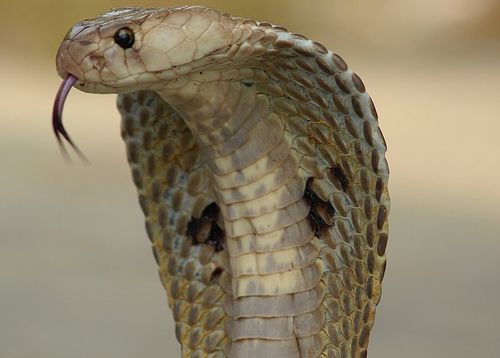
영국 정부가 죽은 인도코브라에 대한 현상금을 지급하면서 현지 주민들이 뱀을 번식시켜 더 많은 뱀을 죽이는 비뚤어진 인센티브를 부여했다는 일화가 전해진다

"비뚤어진 인센티브"(perverse incentives)라는 용어는 경제학에서 흔히 바람직하지 않은 결과를 초래하는 인센티브 구조를 설명할 때 사용되는 표현이다. 특히 이러한 효과가 예상치 못하게 발생하고 설계자의 의도와 반대되는 경우에 사용된다.
비뚤어진 인센티브 체계의 결과는 때때로 코브라 효과(cobra effect)라고도 불린다. 이는 사람들이 문제를 더 악화시키도록 동기부여를 받는 현상을 가리킨다. 이 명칭은 경제학자 호르스트 지베르트가 영국 식민지 시대의 일화를 바탕으로 만든 용어이다. 영국 정부는 델리에 있는 독사 코브라의 수가 많아 우려하여 죽은 코브라 한 마리당 현상금을 제공했다. 처음에는 이 전략이 성공적이었고, 많은 뱀이 보상금을 위해 죽임을 당했다. 그러나 결국 사람들은 수입을 얻기 위해 코브라를 사육하기 시작했다. 정부가 이 사실을 알게 되자 현상금 프로그램은 폐지되었다. 코브라 사육자들은 뱀들을 자연으로 풀어놓았고, 결국 야생 코브라 개체수가 전반적으로 증가하는 결과를 가져왔다.
비뚤어진 인센티브는 선거 제도, 해충 퇴치 운동, 지역사회 안전 및 위해 감소, 환경 및 야생 동물 보호, 역사적 보존 계획, 의료비 통제, 인도주의 및 복지 정책, 프로모션 계획 및 홍보 등 다양한 분야에서 발생한다. 이러한 인센티브는 종종 단기적인 목표 달성을 위해 설계되었으나, 장기적으로는 더 큰 문제를 초래하거나 원래의 목표를 저해하는 결과를 가져온다.

## 비뚤어진 인센티브의 사례

### 선거 제도
- 사회 선택 이론에서 잘 알려진 예시는 왜곡된 반응으로,[6] 유권자들이 후보를 더 높게 평가했을 때 오히려 그 후보가 선거에서 패배하는 현상이다. 이러한 현상은 단기 이양식 투표와 관련 시스템(예시로 예비선거와 결선투표제)에서 발생한다.[7]

### 해충 퇴치 운동
- 1902년 베트남 하노이(당시 프랑스령 인도차이나로 알려짐)에서 발생한 '대 하노이 쥐 학살' 사건은 프랑스 식민 통치하에 식민지 정부가 쥐를 죽인 경우 보상금을 지급하는 현상금 프로그램을 만들었을 때 일어났다.[3] 보상금을 받기 위해서는 쥐의 잘린 꼬리를 제출해야 했다. 그러나 식민지 관리들은 하노이에서 꼬리가 없는 쥐들을 발견하기 시작했다. 베트남 쥐잡이꾼들은 쥐를 잡아 꼬리를 자른 후, 더 많은 쥐를 생산할 수 있도록 하수구로 다시 놓아주고 있었다.[8]
- 야생 돼지 문제를 겪고 있던 조지아주의 미 육군 포트 베닝(현재 포트 무어로 개명됨)은 사냥꾼들에게 돼지 꼬리 한 개당 40달러의 현상금을 제공했다.[9] 2007~2008년 프로그램 기간 동안 해당 지역의 야생 돼지 개체수는 증가했다. 일부 개인들이 육류 가공업자로부터 돼지 꼬리를 구매한 후[10] 더 높은 현상금을 받기 위해 군에 재판매했다는 보고가 있었지만, 현상금 제도에 대한 상세한 연구에 따르면 주로 비뚤어진 인센티브의 다른 효과들이 책임이 있었다. 이 제도 하에서 돼지의 출산율과 새끼 생존율이 모두 증가했다. 이는 사냥터에 돼지를 유인하기 위해 사용된 미끼 사료로 인한 영양 상태 개선 때문이었다. 또한, 사냥꾼들은 암컷과 어린 개체를 무시하고 '트로피급' 게임으로서 큰 수컷을 우선적으로 표적으로 삼는 경향이 있었다. 성숙한 수컷을 제거하는 것은 개체수 증가에 미미한 영향을 미치는데, 이는 남아있는 성숙한 수컷 하나가 많은 암컷과 교배할 수 있기 때문이다.[11]

### 지역사회 안전 및 위해 감소
- 2002년, 아프가니스탄의 아편 생산을 억제하는 임무를 맡은 영국 관리들은 양귀비 농부들에게 작물을 파괴하는 대가로 에이커당 700달러를 제공했다. 이로 인해 아프간 농부들 사이에서 양귀비 재배 열풍이 일어났는데, 그들은 양귀비-현금 교환 프로그램에서 보상금을 받기 위해 가능한 한 많은 양귀비를 심으려 했다. 일부 농부들은 식물을 파괴하기 전에 수액을 수확하여 판매함으로써 같은 양의 양귀비로 훨씬 더 많은 돈을 받았다.[12]
- 총기 회수 프로그램은 시민들로부터 일정 가격에 총기를 구매(그리고 이후 파괴)함으로써 유통 중인 총기 수를 줄이기 위해 정부가 실시한다. 총기 회수 프로그램이 있는 지역의 일부 주민들은 현금 보상을 즉시 받을 목적으로 법적으로 최소한의 총기 정의를 충족하는 조잡한 부품들을 3D 프린터로 대량 제작했다.[13][14]
- 2021년, 미국 의회는 잠재적 알레르기 유발 물질인 참깨가 다른 식품을 교차 오염시키는 것을 방지하기 위한 엄격한 요건을 제정했다. 많은 회사들은 법을 준수하는 대신 자신들의 조리법을 수정하여 참깨를 직접 식품에 성분으로 첨가하는 것이 더 간단하고 비용이 적게 든다고 판단했다.[15]
- 앨버타주에서는 《아동, 청소년 및 가족 향상법》에 따라 모든 사람이 의심되는 아동 학대를 책임자나 경찰관에게 신고해야 하며, 이를 위반할 경우 1만 달러의 벌금과 6개월의 징역형에 처해질 수 있다.[16][17] 그러나 나라얀 형법 교수에 따르면, 이 법을 집행하면 사람들이 과도하게 신고하게 되어 자원을 낭비하고, 또한 사람들이 일정 기간 동안 관찰된 아동 학대를 신고하는 것을 방해하는 위축 효과를 만들어낼 수 있다. 일찍이 신고하지 않은 것에 대해 자신들을 기소할 수 있기 때문이다.[18] 다른 캐나다 주에도 유사한 법률이 있다.[19]

### 환경 및 야생 동물 보호
- 1973년 미국 멸종위기종법은 자신의 토지에서 멸종위기종을 발견한 토지 소유자들에게 개발 제한을 부과한다.[20] 이 정책은 야생 동물에게 일부 긍정적인 효과가 있지만, 동시에 토지 소유자들이 멸종위기종의 존재로 인해 자신의 토지가 수익성 있는 개발 적합성을 잃을 것을 우려하여 예방적 서식지 파괴(멸종위기종이 살 수 있는 습지 배수나 나무 벌목)를 장려하는 결과를 가져왔다.[21] 일부 사례에서는 발견을 피하기 위해 멸종위기종을 의도적으로 죽이는 경우도 있다.[20]
- 2005년 유엔 기후변화에 관한 정부간 협의체는 온실가스를 줄이기 위한 인센티브 계획을 시작했다. 오염 가스를 처리하는 기업들은 탄소 크레딧으로 보상받았으며, 이는 결국 현금으로 전환될 수 있었다. 이 프로그램은 오염물질이 환경에 미칠 수 있는 피해의 심각성에 따라 가격을 책정했고, 일반 냉매인 HCFC-22의 부산물인 HFC-23을 파괴하는 데 가장 높은 보상금 중 하나를 배정했다. 그 결과, 기업들은 더 많은 부산물 폐가스를 파괴하고 수백만 달러의 크레딧을 받기 위해 이 냉매를 더 많이 생산하기 시작했다.[22] 이러한 생산 증가는 또한 냉매 가격을 크게 하락시켜 환경에 미치는 부정적인 영향에도 불구하고 냉동 회사들이 계속해서 이를 사용하도록 동기를 부여했다.[23][24] 2013년, 유럽 연합에서는 HFC-23 파괴에 대한 크레딧이 중단되었다.[25]
- 2017년, 재생 가능 열 인센티브는 기업들이 석탄을 재생 가능한 난방, 주로 목재 펠릿 형태의 바이오에너지로 대체하도록 보조금을 지급했다. 그러나 에너지에 대한 보조금이 그 비용보다 더 커서, 기업들은 단순히 가능한 많은 연료를 태우고 빈 건물을 난방함으로써 이익을 얻을 수 있었다. 정치적 파장으로 인해 2017년 북아일랜드 집행부가 붕괴되었고 2020년까지 재소집되지 않았다.[26][27]

### 역사적 보존 계획
- 영국의 등록문화재 규정은 역사적으로 중요한 건물들을 보호하기 위한 것으로, 소유자들이 등재된 건물에 변경을 가하기 전에 허가를 구하도록 요구한다. 2017년, 브리스톨에 있는 등재되지 않은 역사적 건물의 소유자들은 목록 담당관의 예정된 방문 하루 전에 400년 된 천장을 파괴했는데, 미래 개발을 제한할 수 있는 건물의 등재를 방지하기 위한 것이었다고 알려져 있다.[28][29]
- 1976년 세제 개혁법은 소유자가 건물을 철거할 경우 세금 혜택을 상실하도록 규정했다. 이로 인해 1970년대에 재정적 처벌 없이 토지를 정리하는 방법으로 방화 공격이 증가했다. 이 법은 나중에 이러한 측면을 제거하도록 수정되었다.[30]

### 의료비 통제
- 의료 전문가들에게 보수를 지급하고 보험 가입 환자들에게 예방이 아닌 치료에 대해서만 보상함으로써 의료 상태가 치료가 필요할 때까지 무시되도록 조장한다.[31] 더욱이, 치료에만 지불하는 것은 사실상 예방을 방해한다(예방은 환자의 삶의 질을 향상시키지만 미래 치료에 대한 수요를 감소시킨다).
- 치료에 대한 지불은 불필요한 치료에 대한 비뚤어진 인센티브를 생성한다. 2015년, 디트로이트 지역의 한 의사는 환자들에게 의도적으로 불필요한 암 치료를 제공하여 건강 보험으로부터 최소 1,760만 달러를 지급받았다는 이유로 45년형을 선고받았다.[32] 불필요한 치료는 약물과 수술의 부작용 형태로 해를 끼칠 수 있으며, 이는 다시 추가 치료에 대한 수요를 유발할 수 있다.
- 메디케어는 의사들이 특정 상태를 치료하기 위해 더 비싼 약물을 투여할 경우 더 높은 요율로 상환하고, 더 저렴한 약물로도 충분할 수 있는 상황에서 의사가 더 비싼 약물을 처방하도록 하는 인센티브를 만든다.[33]

### 인도주의 및 복지 정책
- 2000년대, 캐나다는 망명 쇼핑을 막기 위해 미국과 "안전한 제3국 협정"을 체결했는데, 이 협정에 따르면 정치적 망명 신청자는 두 국가 중 처음 도착한 국가에서만 신청할 수 있었다. 이 조항 중 하나는 공식 입국항에서 캐나다에 입국하는 사람이 그곳에서 망명을 요청하는 것을 금지했으며, 이론적으로 망명 신청을 해외 난민 캠프에 있는 난민이나 합법적으로 캐나다에 여행할 수 있고 이민국 사무소에서 신청할 수 있는 사람들로 제한했다. 2010년대 후반, 일부 이주민들은 뉴욕과 퀘벡 사이의 록삼로드와 같은 장소에서 공식 국경 검문소 사이의 불법 경로로 캐나다에 입국하기 시작했다. 이는 일단 캐나다에 들어오면 이들이 모든 종류의 항소가 가능한 신청서를 제출할 수 있었기 때문이며, 이 과정은 수년이 걸릴 수 있었다. 결과적으로 캐나다는 계획했던 것보다 수천 건 더 많은 망명 신청을 처리해야 했다.[34]
- 복지 함정은 자산 조사로 인해 복지 혜택 자격을 잃게 되어, 일을 하거나(또는 더 많은 시간을 일하면) 국가 혜택을 받는 것보다 적은 돈을 벌게 되는 상황을 말한다.[35][36]

### 프로모션 계획 및 홍보
- 핵토버페스트는 자유 오픈 소스 소프트웨어 커뮤니티에 대한 기여를 장려하기 위한 10월 한 달간의 축제이다. 2020년에는 참가자들이 모든 공개 자유 또는 오픈 소스(FOS) 저장소에 4개 이상의 풀 리퀘스트를 제출하도록 장려되었으며, 처음 75,000명의 참가자에게는 무료 "핵토버페스트 2020" 티셔츠가 제공되었다.[37] 무료 티셔츠로 인해 FOS 프로젝트에 대한 하찮은 풀 리퀘스트가 발생했다.[38]
- 2010년경, 온라인 소매업자 비탈리 보커는 자신의 안경 판매 웹사이트인 데코마이아이즈에 대한 온라인 불만 사항이 구글 검색 상위권에 사이트를 올리고 더 많은 트래픽을 유도한다는 사실을 발견했다. 그는 고객들의 품질 불량 및 잘못된 주문 보고서에 대해 모욕, 폭력 위협 및 기타 괴롭힘으로 응답하기 시작했다.[39] 보커는 미국 연방 교도소에서 두 번의 형을 살았음에도 불구하고 10년 동안 독성 있는 답변을 계속 작성했다.[40]

### 노력에 대한 보상
- 20세기 고생물학자 G. H. R. 폰 쾨니히스발트는 자와 현지인들에게 그들이 발견한 사람족 두개골 조각마다 대가를 지불했다. 나중에 그는 사람들이 지불금을 최대화하기 위해 온전한 두개골을 작은 조각으로 부수고 있었다는 사실을 발견했다.[41]
- 1860년대 최초의 대륙횡단 철도를 건설하면서, 미국 의회는 부설된 철로 마일당 건설업자에게 지불하기로 합의했다. 그 결과, 유니언 퍼시픽 철도의 토머스 C. 듀런트는 노선의 한 구간을 활 모양으로 형성하여 길이를 늘리고 불필요하게 철로 마일을 추가했다.[42]
- 소방서가 출동한 화재 신고 수에 따라 자금을 지원하는 방식은 가장 많은 일을 하는 소방서에 보상하기 위한 것이다. 그러나 이는 화재 예방 활동을 방해하여 실제 화재 발생을 증가시킬 수 있다.[43]

## 문학에서
자서전에서 마크 트웨인은 그의 아내 올리비아 랭던 클레멘스가 비슷한 경험을 했다고 말한다.
하트퍼드에서 한때 파리가 너무 많고 성가셔서, 클레멘스 부인은 조지에게 그가 죽인 모든 파리에 대해 현상금을 지급하는 아이디어를 생각해냈다. 아이들은 여기서 갑작스러운 부의 획득 기회를 보았다. ... 어떤 정부라도 그녀에게 미국에서 늑대, 호주에서 토끼, 인도에서 뱀을 증가시키는 가장 좋은 방법은 그들의 두피에 현상금을 지급하는 것이라고 말할 수 있었을 것이다. 그러면 모든 애국자들이 그것들을 기르기 시작한다.

## 같이 보기
- 이해충돌 - 당사자가 다수의 이해관계에 관여된 상황
- 캠벨의 법칙 - 비뚤어진 인센티브에 관한 격언
- 굿하트의 법칙 - 통계적 측정에 관한 격언
- 도구적 수렴 - 지능형 에이전트에 관한 가설
- 도덕적 해이 - 보험에 가입했을 때 또는 다른 사람이 비용을 부담할 때 위험에 대한 노출 증가
- 스트라이샌드 효과 - 정보를 억제하려는 노력으로 인한 정보 인지도 증가
- 시스템의 목적은 그것이 하는 것이다 - 시스템 사고 휴리스틱

- 공유지의 비극 - 자기 이익이 공유 자원의 고갈을 초래하는 현상

- Chiacchia, Ken (2017 July 12). "Perverse Incentives? How Economics (Mis-)shaped Academic Science." HPC Wire.
- Hartley, Dale (2016년 10월 8일). “The Cobra Effect: Good Intentions, Perverse Outcomes”. 《Psychology Today》 (캐나다 영어).
- Myers, Norman, and Jennifer Kent (1998). Perverse Subsidies – Tax $ Undercutting our Economies and Environments Alike. Winnipeg, Manitoba: International Institute for Sustainable Development.
- Rothschild, Daniel M., and Emily Hamilton [2010] (2020). "Perverse Incentives of Economic 'Stimulus'," Mercatus on Policy Series 66. SSRN 3561693; doi:10.2139/ssrn.3561693.
- Schuyt, Kirsten (2005). "Perverse Policy Incentives." pp. 78–83 in Forest Restoration in Landscapes, edited by S. Mansourian, Daniel Vallauri, and N. Dudley. New York: Springer. doi:10.1007/0-387-29112-1_11.
- Sizer, N. (2000). Perverse Habits, the G8 and Subsidies the Harm Forests and Economies. Washington, DC: World Resources Institute.
- Kovandzic, Tomislav V.; Sloan, John J.; Vieraitis, Lynne M. (July 2002). “Unintended Consequences of Politically Popular Sentencing Policy: The Homicide-Promoting Effects of 'Three Strikes' in U.S. Cities (1980–1999)”. 《Criminology & Public Policy》 1 (3): 399–424. doi:10.1111/j.1745-9133.2002.tb00100.x.
- Stephan, Paula (2012). "Perverse incentives." Nature 484: 29–31. doi:10.1038/484029a.
- "Perverse Incentives for South African AIDS Patients." Center for Global Development (8 April 2006 ).
- Phillips, Michael M. (2006년 4월 7일). “In South Africa, Poor AIDS Patients Adopt Risky Ploy”. 《Wall Street Journal》. 2022년 1월 17일에 원본 문서에서 보존된 문서.